# Anton Benedix
Anton Benedix (18 september 1993) is een Duits wielrenner.

## Carrière
In juni 2019 nam hij deel aan de Duitse kampioenschappen, waarin hij op plek 55 eindigde in de tijdrit bij de eliterenners en de wegwedstrijd niet uitreed. In oktober van dat jaar won hij de vierde etappe in de Ronde van Burkina Faso door in Koupéla de massasprint te winnen.

## Overwinningen
2019
4e etappe Ronde van Burkina Faso
5e etappe Ronde van Senegal